# جزیره گامبیر (استرالیای جنوبی)
جزیره گامبیر (به انگلیسی: Gambier Islands) یک منطقهٔ مسکونی در استرالیا است که در استرالیای جنوبی واقع شده‌است.